# Batalla de Beresa Kartuska (1919)
La batalla de Beresa Kartuska fue uno de los primeros conflictos armados entre las fuerzas organizadas de la Segunda República Polaca y la Rusia Soviética, y es considerada por algunos historiadores como la primera batalla de la  Guerra Polaco-Soviética.
El 14 de febrero o el 16 de febrero de 1919, 57 soldados polacos y 5 oficiales atacaron fuerzas soviéticas en el pueblo de Biaroza (en polaco, Bereza), una pequeña ciudad al este de Brest. Capturaron 80 soldados del Ejército Rojo.